# Burengracht
Burengracht ist ein Weiler der Ortsgemeinde Halsdorf im Eifelkreis Bitburg-Prüm in Rheinland-Pfalz.

## Geographische Lage
Burengracht liegt rund 0,6 km nordöstlich des Hauptortes Halsdorf in Tallage. Der Weiler ist von zwei kleineren Waldgebieten sowie einigen landwirtschaftlichen Nutzflächen umgeben. Durch den Weiler fließt der Halsdorferbach. Burengracht ist mittlerweile fast mit der Nachbargemeinde Enzen zusammengewachsen.

## Geschichte
Zur genauen Entstehungsgeschichte des Weilers liegen keine Angaben vor.
Es ist jedoch von einer frühen Besiedelung des Areals auszugehen. Wenig südlich des heutigen Weilers fand man die Reste einer römischen Siedlung, die auf die Zeit zwischen dem 2. und 4. Jahrhundert n. Chr. datiert werden konnte. Entdeckt wurden Keramikfragmente, Ziegel, Bronzefunde, Schlacke sowie spätrömische Münzen. Vermutet wird an dieser Stelle eine Villa rustica mit mehreren Nebengebäuden.

## Naherholung
Durch Burengracht selbst führt kein Wanderweg. In der Nähe befindet sich ein rund 9,9 km langer Rundwanderweg von Bettingen in Richtung Wettlingen nach Stockem bis nach Halsdorf sowie zurück. Highlights am Wanderweg sind naturbelassene Landschaft entlang der Prüm sowie eine Gruppe neu errichteter Wegekreuze. Ebenfalls verdeutlicht eine Hochwassermarke am Wanderweg die Folgen des Hochwassers im Juli 2021.

## Verkehr
Es existiert eine regelmäßige Busverbindung.
Burengracht ist durch die Kreisstraße 4 erschlossen und liegt nur wenig nordöstlich der Landesstraße 4 durch Enzen.